# Etmopterus hillianus
Etmopterus hillianus, también conocido como tiburón linterna caribeño, es una especie de pez de la familia de los dalatíidos en el orden de los escualiformes.

## Morfología
Los machos pueden alcanzar 50 cm de longitud total.

## Reproducción
Es ovovivíparo.

## Hábitat
Es un pez de mar y de aguas profundas que vive entre 180-717 m de profundidad.

## Distribución geográfica
Se encuentra en el  Atlántico occidental (desde Virginia hasta el sur de Florida - Estados Unidos -, Cuba, Bermuda, Saint Cristóbal y Nieves y Brasil  y el Atlántico oriental.